# Bosse Ringholm

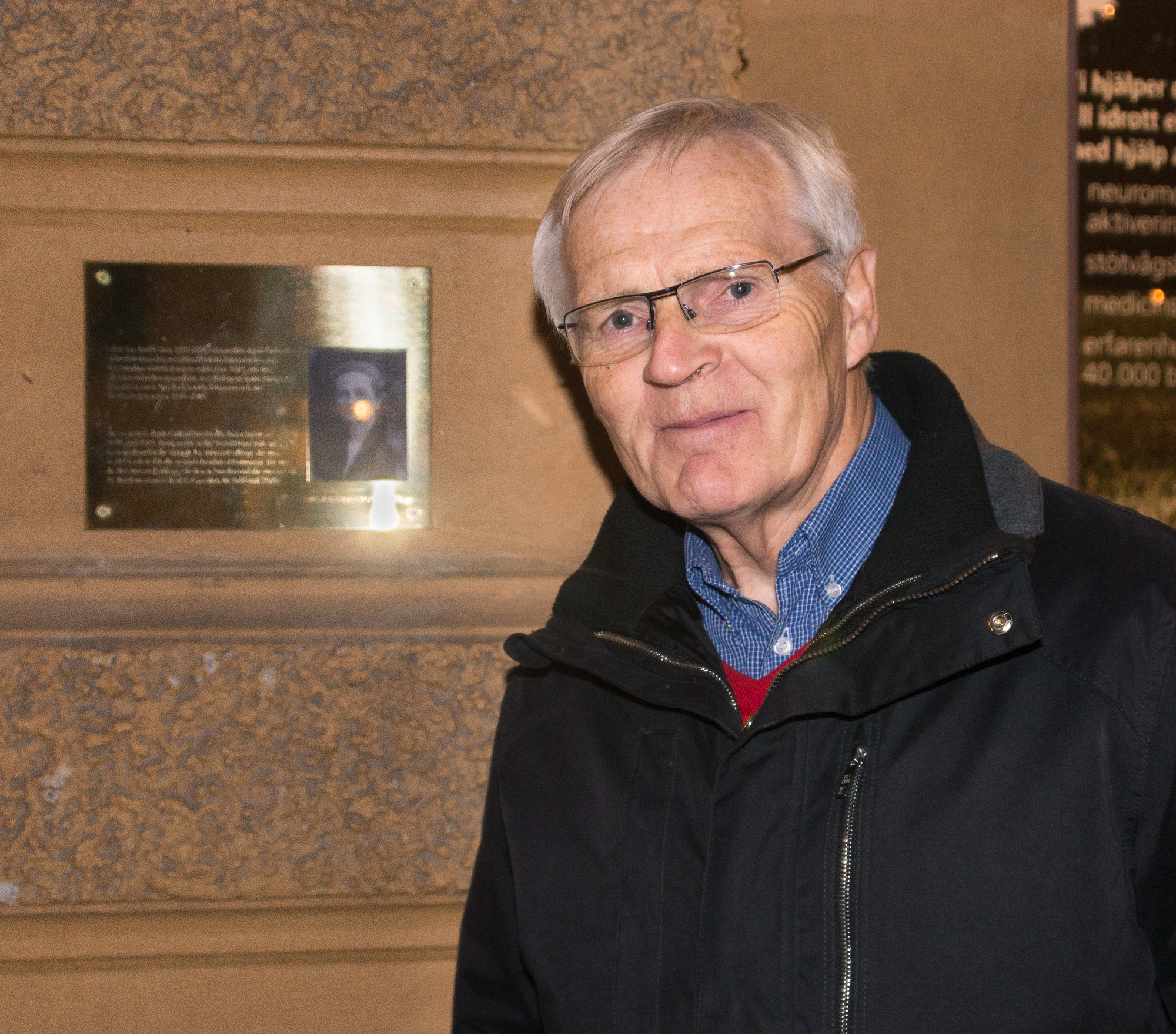
Bo Ringholm vid minnesmärket över Agda Östlund på Upplandsgatan 61 i Stockholm.

Bo Ingvar Karchimirer (Bosse) Ringholm, född 18 augusti 1942 i Skövde församling, är en svensk politiker (socialdemokrat). Han var statsråd 1999–2006 och i den kapaciteten finansminister 1999–2004 och vice statsminister tillika idrottsminister 2004–2006. Ringholm var förbundsordförande för SSU 1967–1972, landstingsråd i Stockholm 1983–1997 och generaldirektör för Arbetsmarknadsstyrelsen 1997–1999. Han var riksdagsledamot 2002–2010; han var även ersättare i riksdagen under kort tid 1976 och 1982.

## Biografi
Ringholm gick gymnasiet i Skövde, men hoppade av. Han var senare aktiv inom Sveriges Elevkårer. Ringholm var ordförande i Sveriges socialdemokratiska ungdomsförbund (SSU) 1967–1972, en mycket radikal period i förbundets historia. Bland annat förespråkade han ett förstatligande av det privatägda svenska kreditväsendet. Vid SSU:s kongress 1972 förklarade han också att den socialdemokratiska regeringen måste öka sitt ekonomiska stöd till FNL och den kommunistiska regeringen i Nordvietnam samt till gerillarörelserna Pathet Lao i Laos och Röda khmererna i Kambodja.
Ringholm var något av regeringen Perssons slitvarg, som axlade ansvar som finansminister, EU-samordningsminister, vice statsminister, idrottsminister och tillförordnad utrikesminister.
Ringholm är bosatt i Enskede i Stockholm. Han är gift och har tre barn.